# 肉たたき

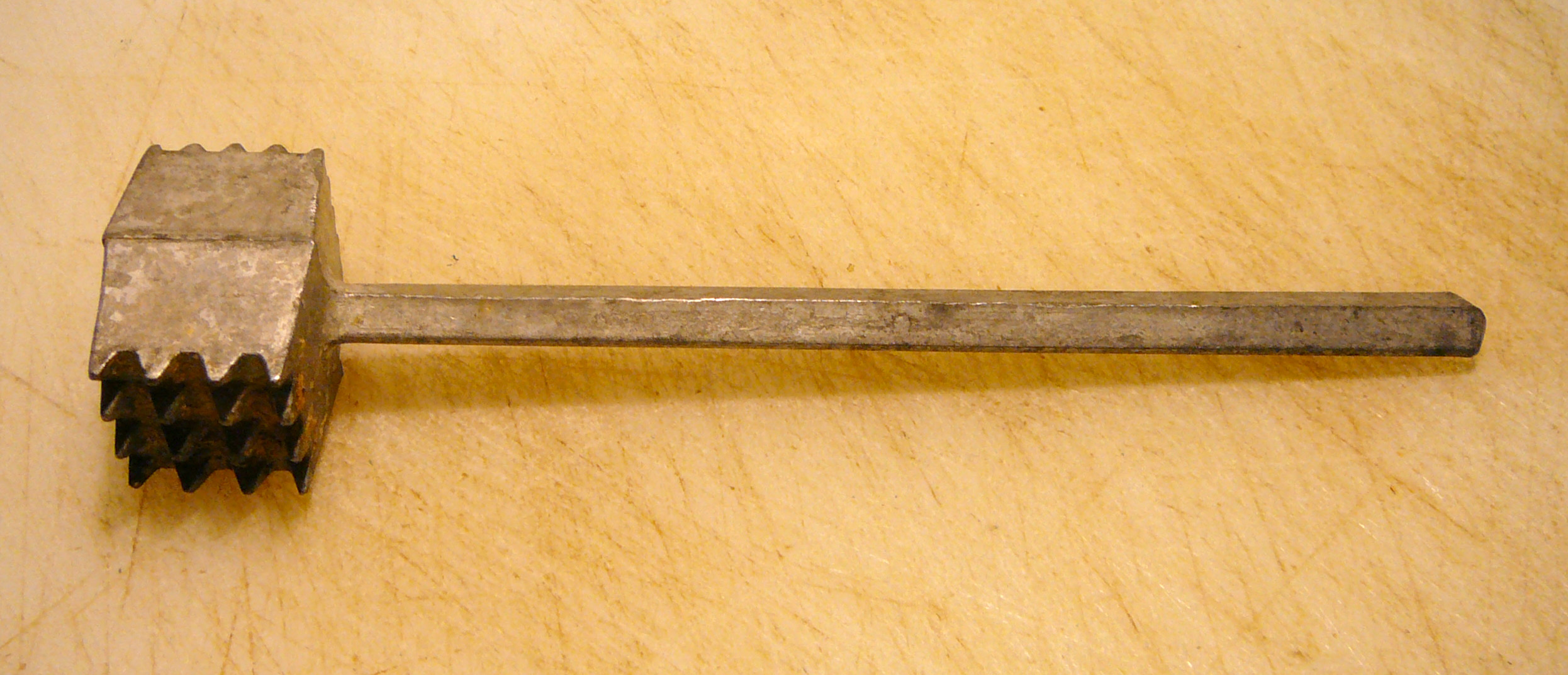
肉たたきの一種

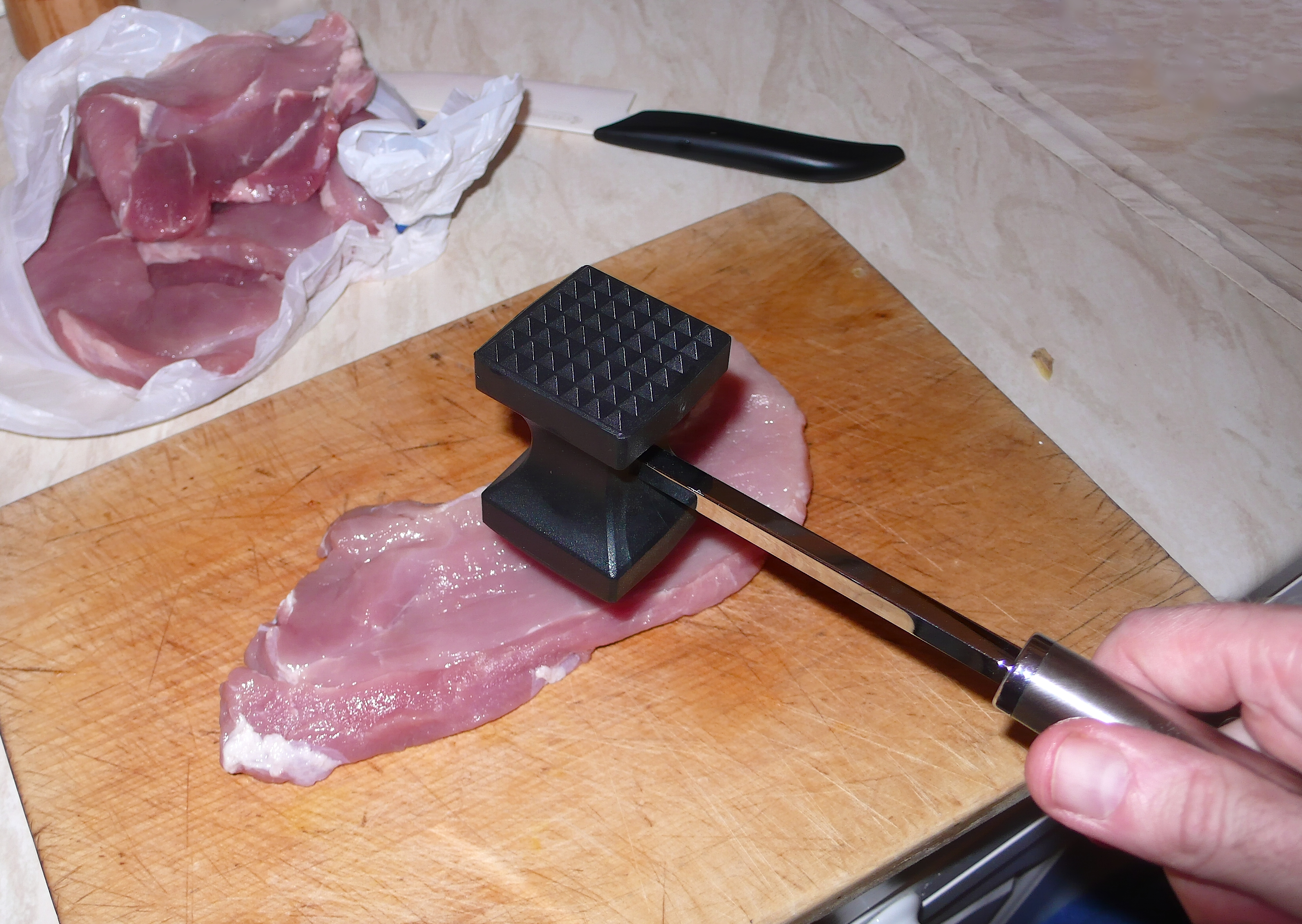
ミートハンマーの使用

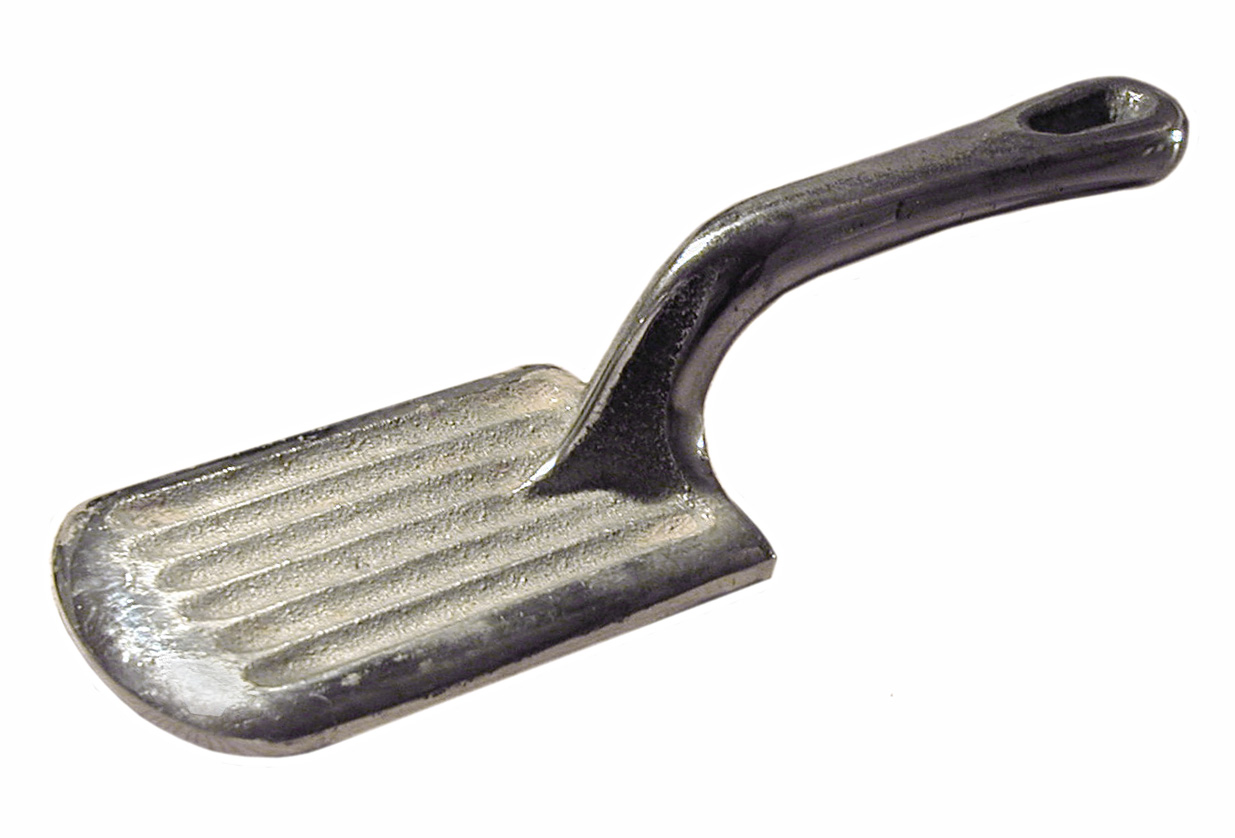
平型の肉たたき

肉たたき（肉叩き）、もしくはミートハンマー(meat hammer) ・ミートマレット(meat mallet) は、肉を食べやすくするために叩いて繊維を切断することを用途とする調理器具。英語ではミートテンダライザ (meat tenderizer) という。

## 構造
肉たたきは大きく分けて二つの種類がある。これは金槌のような形状をしている「ハンマー型」と、打面が平らな形をしている「平型」である。鉄やアルミの鋳物のものが多いが、木製のものもある。ハンマー型の肉たたきの場合は打面がギザギザ状になっているものが一般的であるが、平板なものも見られる。

## 用途
厚手のステーキやとんかつを調理する際に使われる。